# Pierre Lechantre
Pierre Lechantre, né le 2 avril 1950 à Lille (Nord), est un footballeur français, reconverti dans les fonctions d'entraîneur. Il est le fils de Jean Lechantre, également footballeur.

## Biographie

### Carrière de joueur

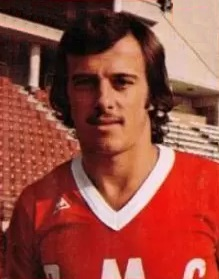
Pierre Lechantre avec l'AS Monaco en 1975.

Après une formation à l'Iris Club de Lambersart où son père est entraîneur, puis au LOSC, Pierre Lechantre entame sa carrière professionnelle de footballeur en 1970 au FC Sochaux. Ailier gauche comme son père, adroit et bon dribbleur, il est deux fois demi-finaliste de la Coupe de France et participe à la Coupe de l'UEFA en 1972 avec le FCSM. Durant ses cinq saisons à Sochaux, il connaît plusieurs sélections en équipe de France espoirs et B.
Après un bref passage à Monaco (1975-1976), il signe au Stade lavallois qui vient d'accéder à la D1. En 1977 il ouvre une pizzeria à Laval. Au total, Pierre Lechantre dispute 324 matches en Division 1 et inscrit 60 buts dans ce championnat.
Il joue une dernière saison en D1 à Lens, avant de poursuivre en deuxième division et de mettre un terme à sa carrière de footballeur en 1989, à 39 ans. Il obtient le BEES 2e degré spécifique football à l'été 1989.

### Carrière d'entraîneur
Après sa carrière de joueur, il devient entraîneur en région parisienne. Pour la saison 1996-1997 il est conseiller technique départemental du district du Val-de-Marne. Il est membre de la Fédération Française de Football de 1997 à 1999 où il est cadre, entraîneur-instructeur puis titulaire du DEPF, le plus haut diplôme d’entraîneur français. 
À partir de 1999, il officie en Afrique et au Qatar. Sa stature d'entraîneur devient exemplaire avec la victoire des lions indomptables du Cameroun lors de la Coupe d'Afrique des Nations 2000. Il poursuit l'expérience et est le premier Directeur Technique National à offrir à un pays africain la médaille d'or aux Jeux olympiques. Pierre Lechantre a surtout été réputé d'avoir pu gérer et mettre sur une table un effectif de Lions indomptables constitués de stars montantes à égo tels que Rigobert Song, Samuel Eto'o, Patrick Mboma, Marc-Vivien Foé, etc.
Pierre Lechantre est membre du comité directeur de l'UNECATEF jusqu'en 2006.
Le 27 avril 2012, il est nommé sélectionneur du Sénégal mais il renonce deux semaines plus tard en expliquant que les clauses inscrites dans le contrat ne lui conviennent pas.
Le 13 janvier 2016, il est nommé sélectionneur du Congo. Il est démis de ses fonctions le 15 novembre 2016 après avoir remporté une seule victoire en sept rencontres.
Le 19 janvier 2018, il s'engage avec le club tanzanien du Simba Sports Club. Il est sacré champion de Tanzanie 2017-2018 à trois journées de la fin de son championnat avec sa nouvelle équipe.

## Palmarès de joueur
- 8 sélections en équipe de France B.
- 12 sélections en équipe de France Espoirs.
- 6 sélections en équipe de France Amateurs.
- International juniors en 1967-1968.

## Palmarès d'entraîneur
- Vainqueur de la Coupe d'Afrique des Nations en 2000 avec le Cameroun
- Finaliste de la Coupe du Golfe en 2002 avec le Qatar
- Finaliste de la Coupe de la CAF 2010 avec le Club sportif sfaxien
- Élu meilleur entraîneur d’Afrique 2000-2001 par la CAF
- Élu meilleur entraîneur d'Asie en janvier 2002 par l’AFC
- Championnat de Tanzanie en 2018